# Красный Угол (Сапожковский район)
Кра́сный У́гол — село в Сапожковском районе Рязанской области России. Входит в Березниковское сельское поселение.

## География
Расположено у слияния рек Пара и Пожвы в 16 км северо-восточнее районного центра — посёлка Сапожок.

## История
Красный Угол, известный в XVII веке под именем Красной слободы, в качестве села упоминается в Ряжских писцовых книгах Григория Киреевского 1629-30 годов, находившаяся в том селе церковь называлась Зачатьевской с приделом Никольским.

### Усадьба Красный Угол
В петровское время первым владельцем поместья был Лефорт. После его смерти поместье перешло к Александру Даниловичу Меншикову, затем, после ссылки Меншикова сёлами Красный Угол и Красное завладел дворянский род Остерманов, причём Красный Угол считался майоратным владением — это село переходило к старшему сыну в семье.
Усадьба основана во второй половине XVII века окольничим И. Ф. Стрешневым-Меньшим и далее принадлежала сподвижнику Петра I вице-канцлеру тайному советнику, графу А. И. Остерману (1686—1747), женатому на М.И. Стрешневой (1698—1781). Затем их сыновьям: московскому губернатору, а позже сенатору, действительному тайному советнику графу Ф. А. Остерману (1723—1804), женатому на графине А. В. Толстой (1732—1809) и вице-канцлеру и президенту коллегии иностранных дел графу И. А. Остерману (1725—1811), женатому на А.И. Талызиной (1745—1793). Затем их внучатому племяннику герою Отечественной войны 1812 года генералу от инфантерии графу А. И. Остерману-Толстому (1771—1857), женатому на княжне Е.А. Голицыной (1779—1835). В первой половине XIX века по родству имением владел декабрист князь В. М. Голицын (1802—1859), женатый на княжне Д.А. Ухтомской (г/р 1814). Далее их сын майор, князь М. В. Голицын (1847—1902, с 1863 князь Голицын-Остерман), женатый на А. И. Лоренц. В 1910 году и до революции 1917 года их сын князь А. М. Голицын-Остерман.
Сохранились церковь Рождества Богородицы 1792 года в стиле классицизм, построенная графом Ф. А. Остерманом-Толстым, с приделом 1819—1828 годов, а также фрагменты парка из смешанных пород деревьев.

## Население
| 1859 | 1897  | 1906  | 2010 |
| ---- | ----- | ----- | ---- |
| 974  | ↗1308 | ↗1529 | ↘186 |

## Русская православная церковь
В селе находится церковь Рождества Пресвятой Богородицы.

## Достопримечательности
Вблизи села имеется достопримечательность — 400-летний сторожевой дуб, вблизи которого расположен источник, почитаемый как святой и целебный.